# Malhadas da Serra
Malhadas da Serra é uma pequena povoação da região da Beira Baixa, pertencendo à Freguesia de Pessegueiro do Concelho da Pampilhosa da Serra, no Distrito de Coimbra.

## História
Ao longo dos tempos, as Malhadas da Serra tiveram alterações nas condições de vida e no tamanho da população, sendo uma das aldeias com mais população na freguesia de Pessegueiro.
Ao longo do ano a aldeia tem cerca de 30 habitantes permanentes, verificando-se isto desde meados do século XVIII, onde a aldeia já tinha um certo destaque, dado que dos 72 fogos existentes na freguesia de Pessegueiro, 11 pertenciam a Malhadas da Serra. Na década de 50 a população desta freguesia rondava o milhar.
Os habitantes da aldeia chamam-se malhadenses.
Grande parte dos malhadenses mudaram-se a procura condições de vida melhores no tempo do Estado Novo, então, muitos dos chamados "Filhos da Terra" partiram, em geral, para Lisboa. Muitos destes "Filhos da Terra" visitam cada vez mais a aldeia principalmente em épocas festivas e no verão muitos descendentes vêm a aldeia para visitar o seu legado, segundo o sítio “web” da Comissão de Melhoramentos de Malhadas da  Serra.